# Barela
Barela là một thị xã và là một nagar panchayat của quận Jabalpur thuộc bang Madhya Pradesh, Ấn Độ.

## Địa lý
Barela có vị trí 23°06′B 80°03′Đ / 23,1°B 80,05°Đ Nó có độ cao trung bình là 405 mét (1328 foot).

## Nhân khẩu
Theo điều tra dân số năm 2001 của Ấn Độ, Barela có dân số 10.874 người. Phái nam chiếm 53% tổng số dân và phái nữ chiếm 47%. Barela có tỷ lệ 70% biết đọc biết viết, cao hơn tỷ lệ trung bình toàn quốc là 59,5%: tỷ lệ cho phái nam là 78%, và tỷ lệ cho phái nữ là 61%. Tại Barela, 14% dân số nhỏ hơn 6 tuổi.